# Еверит (Северна Каролина)
Еверит (енгл. Everetts) град је у америчкој савезној држави Северна Каролина.

## Демографија
По попису из 2010. године број становника је 164, што је 15 (-8,4%) становника мање него 2000. године.
| Група             | 2000.       | 2010.       |
| Белци             | 119 (66,5%) | 109 (66,5%) |
| Афроамериканци    | 54 (30,2%)  | 44 (26,8%)  |
| Азијати           | 0 (0,0%)    | 2 (1,2%)    |
| Хиспаноамериканци | 5 (2,8%)    | 4 (2,4%)    |
| Укупно            | 179         | 164         |